# Karakoç, İpekyolu
Karakoç là một xã thuộc huyện İpekyolu, tỉnh Van, Thổ Nhĩ Kỳ. Dân số thời điểm năm 2011 là 1.218 người.